# Cerkiew Podwyższenia Krzyża Świętego w Żurawcach
Cerkiew Podwyższenia Krzyża Świętego w Żurawcach – dawna parafialna cerkiew greckokatolicka, wzniesiona w 1912, znajdująca się w Żurawcach.
Przejęta 4 grudnia 1947 przez kościół rzymskokatolicki i użytkowana jako kościół filialny parafii w Lubyczy Królewskiej. Od 16 czerwca 1997 pełni funkcję kościoła parafialnego nowej parafii Świętego Krzyża w Żurawcach.

## Opis
Już w 1761 wymieniana była w Żurawcach drewniana cerkiew parafialna pw. Podwyższenia Krzyża Świętego. W 1808 wybudowano następną świątynię drewnianą, a w 1912 zastąpiono ją cerkwią murowaną.
Wewnątrz znajduje się drewniany ołtarz główny z pierwszej połowy XVIII w. z obrazem Matki Boskiej z Dzieciątkiem prawdopodobnie z 1681. 
Zachowały się fragmenty mocno zniszczonego ikonostasu z przełomu XVII i XVIII w. i namalowana na desce ikona św. Mikołaja z 1855 oraz przeniesione z kościoła w Uhnowie (obecnie Ukraina) późnobarokowe rzeźby św. Anny, św. Józefa i ławki oraz konfesjonał z XVIII w.  

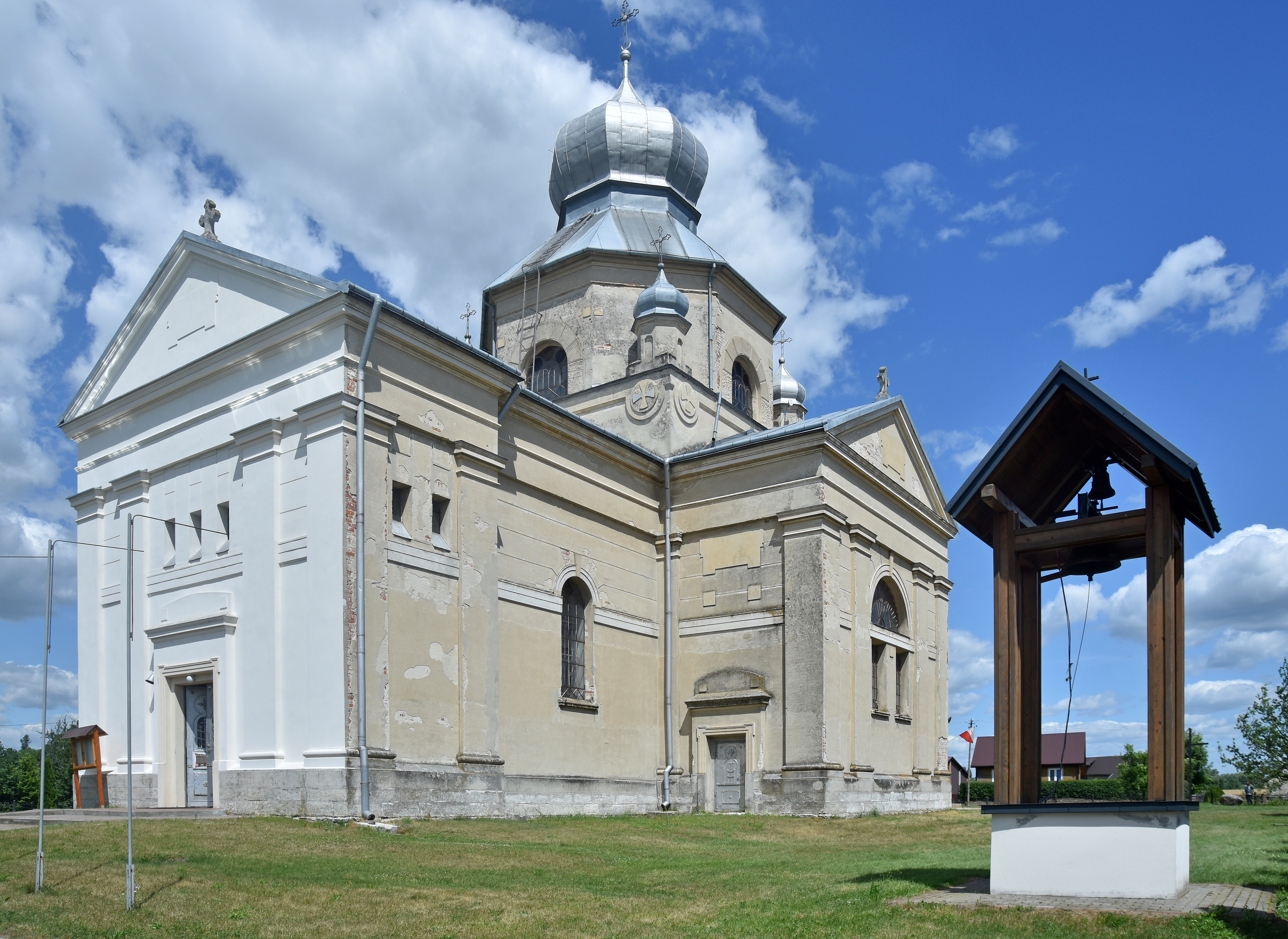
Elewacja frontowa
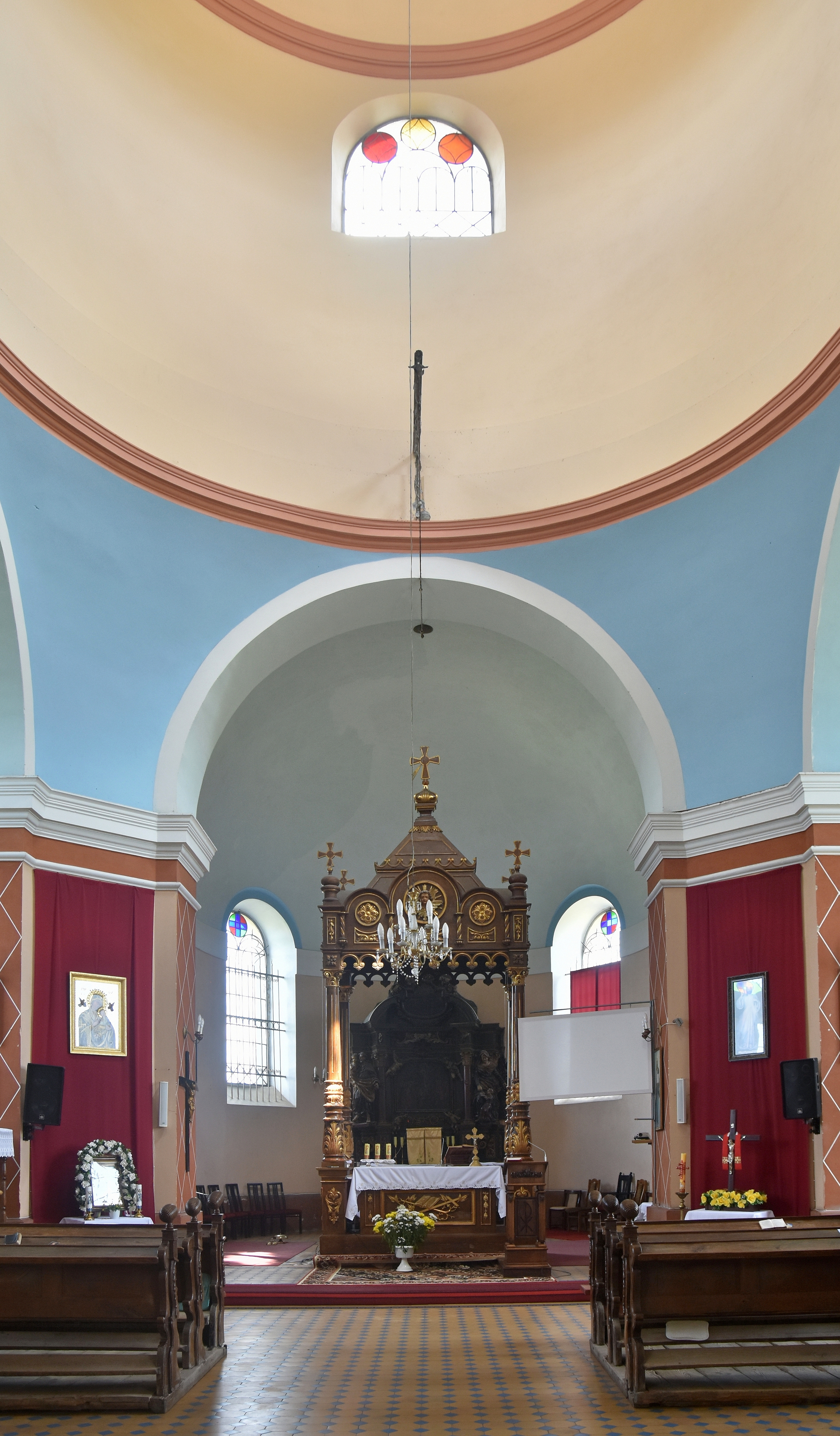
Wnętrze
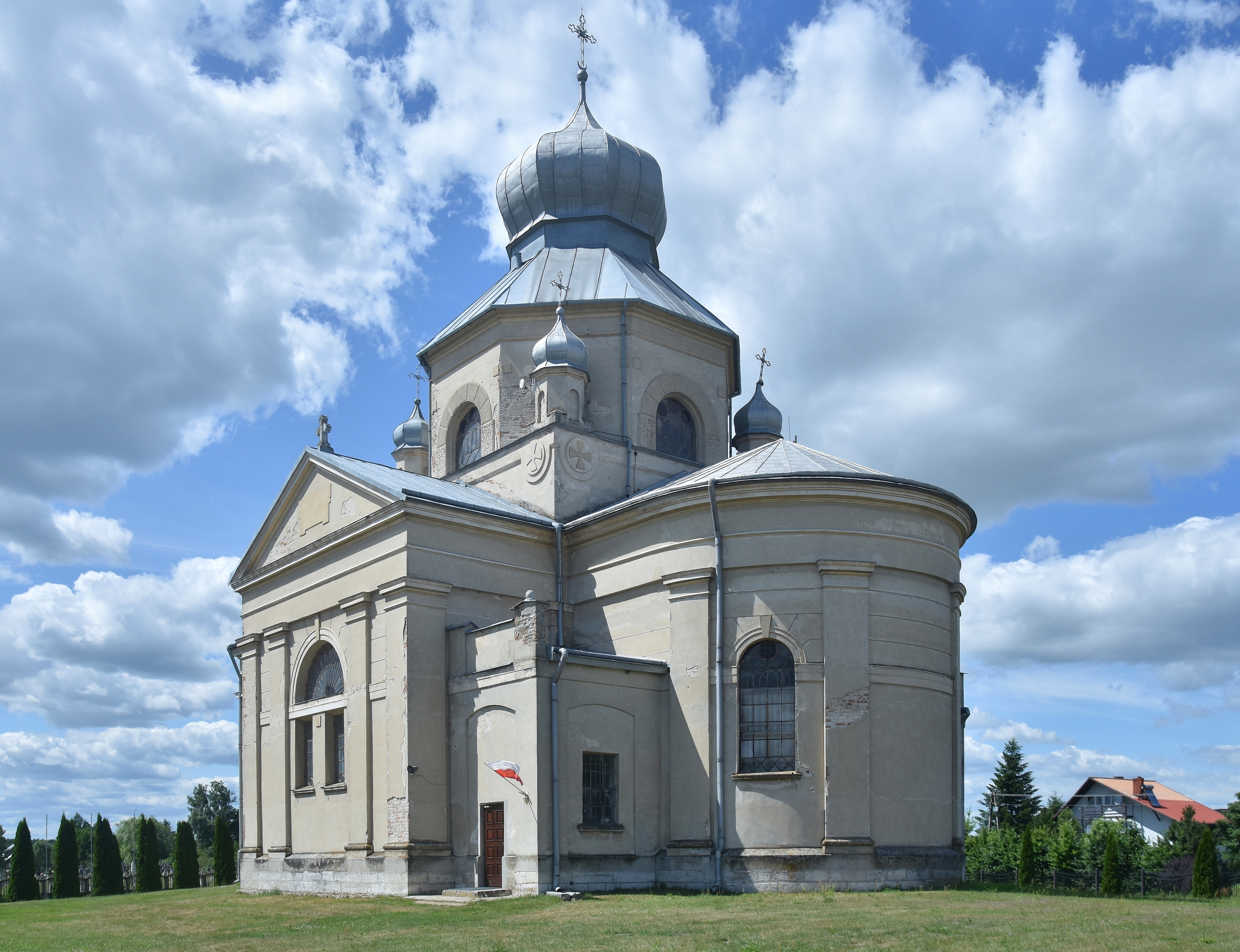
Widok od strony prezbiterium

Na zachód od cerkwi znajduje się cmentarz greckokatolicki i rzymskokatolicki z licznymi nagrobkami bruśnieńskimi. Najstarszy pochodzi z 1826.